# Antoine Louis Roussin

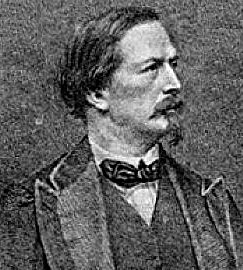
Antoine Louis Roussin, um 1885

Antoine Louis Roussin (* 3. März 1819 in Avignon; † 18. März 1894 in Saint-Denis) war ein französischer Maler, Lithograf und Zeichenlehrer.

## Leben
Roussin war ein Sohn von Louis Laurent Roussin und dessen Frau Louise Marie (geborene Quimart). Im Alter von 23 Jahren schiffte er sich als Soldat des dritten Marineinfanterieregiments am 1. März 1842 in Toulon nach Réunion ein. Er kam am 26. Juni 1842 auf der Île Bourbon (Réunion) an und wurde am 8. August 1843 vorübergehend vom Dienst beurlaubt. Am 31. Dezember 1843 beendete er seinen Militärdiens und ließ sich auf der Insel nieder. In den Jahren 1843 bis 1844 betrieb er eine Malwerkstatt und wohnte 1845 in Saint-Benoît, wo er als Zeichenlehrer arbeitete. 1846 entdeckte er eine alte, verwahrloste Steindruckpresse, die er vollständig restaurierte und reaktivierte. In den Jahren 1853, 1856 und 1859 wurde er mit mehreren Goldmedaillen bei den Kolonialausstellungen auf Mauritius und Réunion ausgezeichnet und erhielt 1855 eine lobende Erwähnung auf der Weltausstellung in Paris. Am 31. Juli 1854 erfolgte eine Ernennung zum Sergeanten der Miliz von Saint-Denis. Am 12. Juni 1855 erwarb er mit seiner Frau ein Haus in der Rue de l’Eglise in Saint-Denis und eröffnete dort später seine eigene Druckerei. Roussin wurde im Juli des Jahres Zeichenlehrer am Gymnasium von Saint-Denis. Er gab mehrere Zeitungen heraus (La Malle, La Semaine), die sich überwiegend mit der Kunst der Insel befassten. Von Juni 1883 bis März 1884 hielt er sich zu einem Genesungsurlaub in Frankreich auf und ging 1888 als Professor in den Ruhestand.

## Familie
Roussin heiratete am 14. Oktober 1846 Marie Louise Elisabeth (geborene Petit, † 6. März 1869), eine Tochter von Pierre Bernard Petit und dessen Frau Augustine (geborene Esparon).
- Marie-Louise Elizabeth Roussin (* 11. September 1847)
- Louise Berthe Roussin (* 28. Februar 1849)
- Marie Georges Augustin Antoine Roussin (* 29. November 1854)
- Louis Antoine Marius Roussin (* 28. August 1856)
- Léonie Marie-Antoinette Roussin (* 2. Dezember 1859 – 1860)

## Ausstellungen (Auswahl)
- 13. Dezember 2008 bis 30. Mai 2009: Louis Antoine Roussin Musée Léon Dierx, Saint-Denis

## Werke
- Souvenirs de l’île Bourbon. (1848 in Souvenirs de l’île de la Réunion. umbenannt).
- mit Charles Merme: l’Album Promenades à Salazie 1851.
- Album de La Réunion. ISBN 978-2-87763-222-5.
- als Herausgeber: Bulletins de la Société des Sciences et des Arts. 1661–1872.

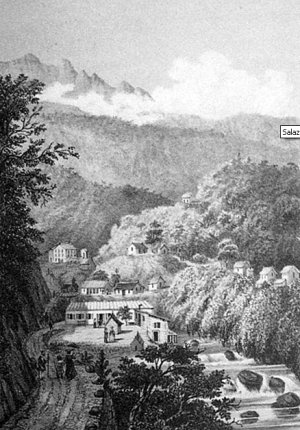
Das Tal von Salazie.
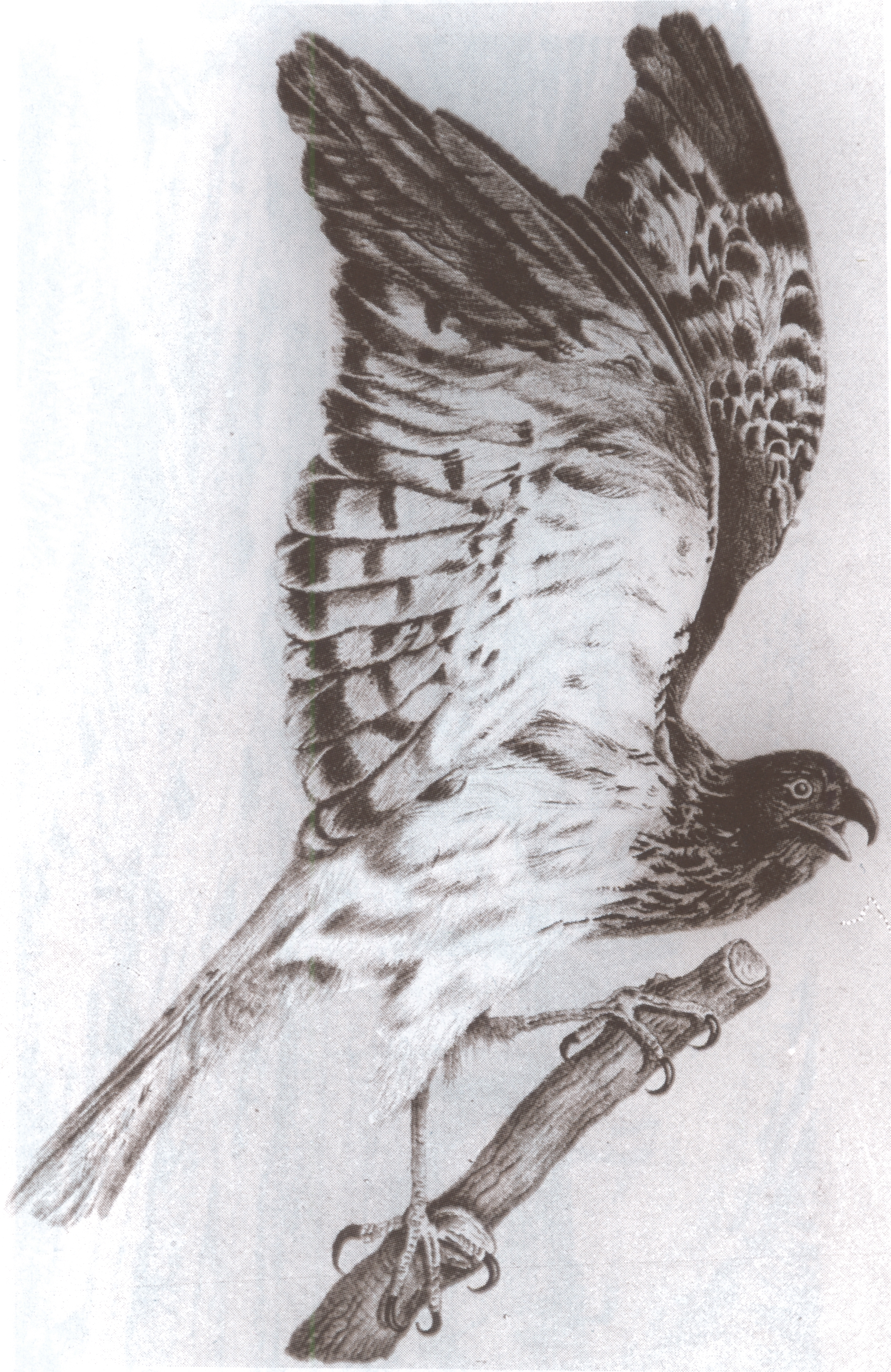
Lithografie einer männlichen Réunionweihe (Circus maillairdi).
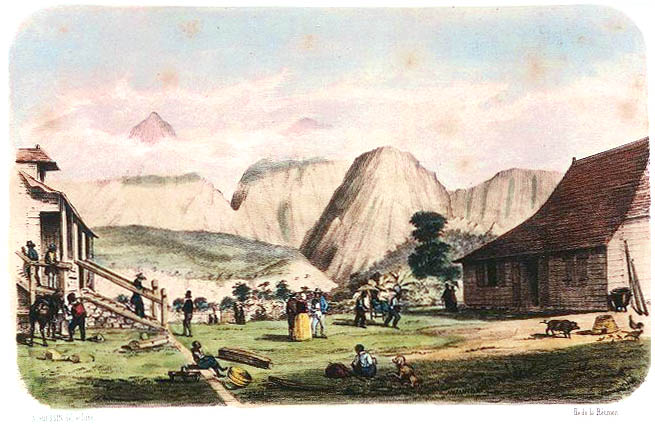
Häuser
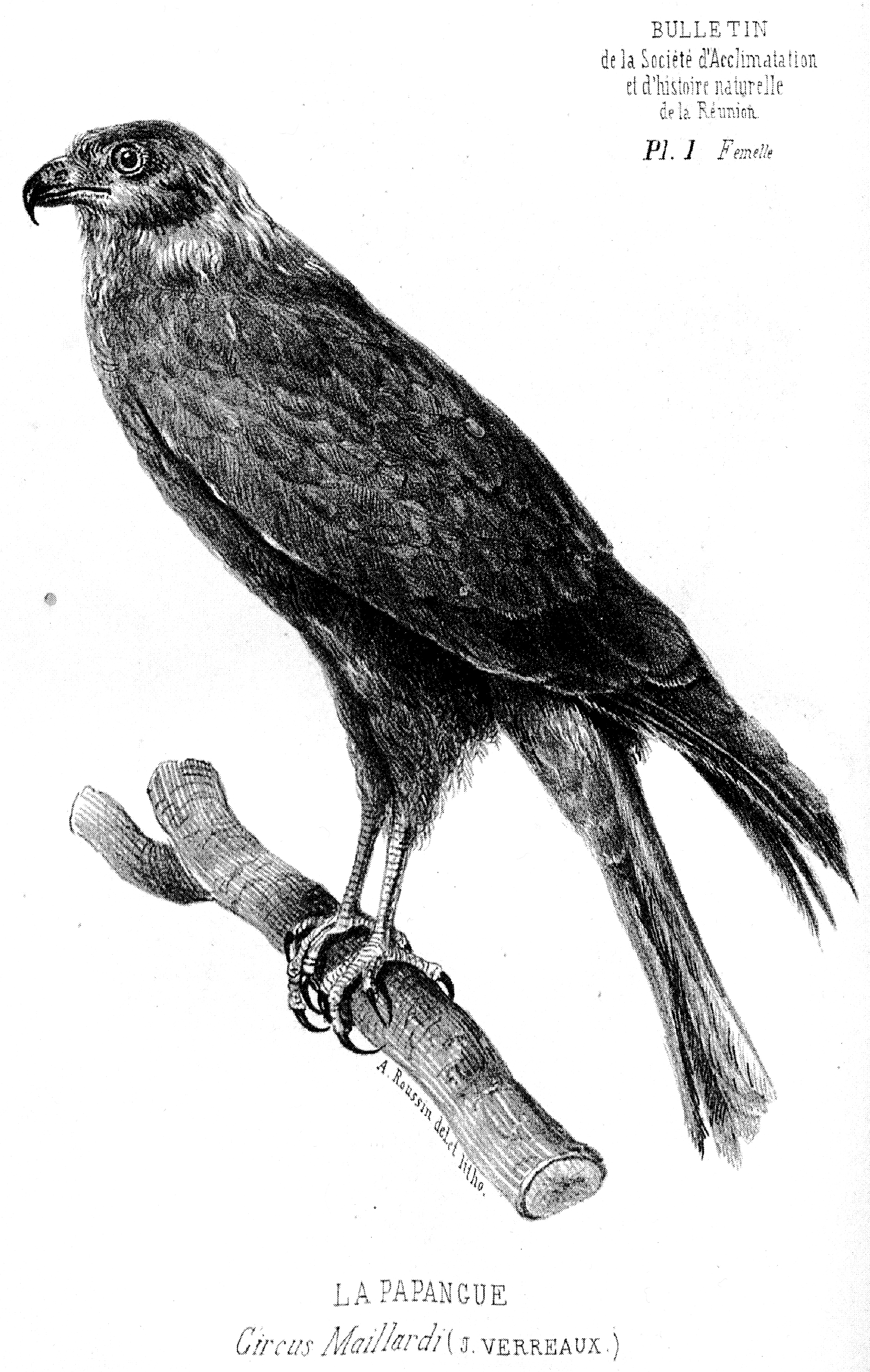
Lithografie eines Réunionweihen Weibchens